# Nagamaki

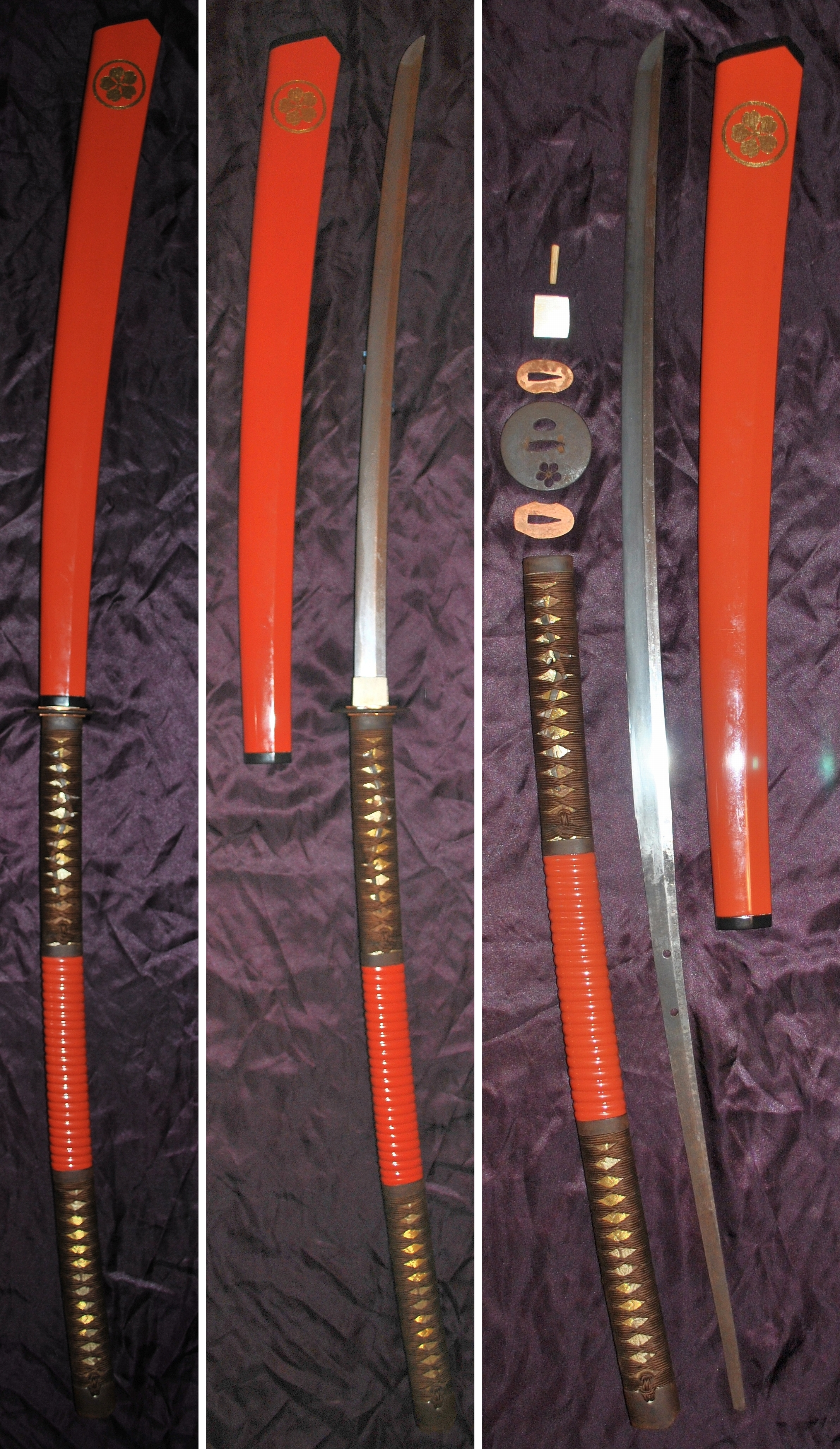
Nagamaki

Die Nagamaki (japanisch 長巻 ‚lange Umwicklung [= Griff]‘) ist eine japanische Langwaffe für Fußkämpfer. Es handelt sich bei ihr um ein einschneidiges Schwert. Sie ähnelt einer Mischung aus Naginata und Katana. Die Klinge der Nagamaki hat in etwa Katana-Länge, der Griff ist ca. 10 % länger als die Klinge. Der Schaft der Nagamaki konnte zu 3/4 bis komplett, ähnlich einem Schwertgriff, gewickelt sein oder war dem einer Naginata oder eines Yari ähnlich.
Die Waffe war vor allem vom 12. bis zum 14. Jahrhundert verbreitet. Heute ist sie (zumindest in ihrer Originallänge) sehr selten, auch die Techniken zur Benutzung sind beinahe komplett in Vergessenheit geraten. Die vordersten Reihen einer Schlachtlinie waren mit Nagamaki-Kämpfern ausgestattet. Sie hatten die Aufgabe, durch Hauen und Stechen Breschen in die gegnerischen Reihen zu schlagen. Später wurde die Nagamaki vom Ōdachi abgelöst (vgl. auch Bidenhänder).
Die Elben-Schwerter in Peter Jacksons Herr-der-Ringe-Verfilmung, bekannt als Lhang, basieren in Aussehen und Funktion unter anderem auf der Nagamaki.